# Millennium Park
O Millennium Park é um grande parque público da cidade de Chicago, nos Estados Unidos. Localizado no interior do Grant Park, começou a ser construído em 1998 e possui uma área de quase 100 mil metros quadrados.
A ideia de construir o parque partiu do prefeito Richard M. Daley e os projetos foram concebidos pelo planejador Daniel Burnham. Os projetos foram iniciados em Outubro de 1997 e o parque foi inaugurado com uma grande cerimônia para 300 mil espectadores em julho de 2004. Desde então, o Millennium Park tornou-se uma das áreas residenciais mais desenvolvidas do cidade. Recentemente, foi eleito o mais importante endereço dos Estados Unidos pela Forbes. O bairro e seu entorno é considerado um dos lotes mais caros do país. O Millennium Park está aberto diariamente das 8:00 a.m. às 9:00 p.m.